# خماسي القسيمة
خماسي القسيمة هو كيان يتكون من خمس وحدات صغيرة .
في الكيمياء ، ينطبق هذا على الجزيئات المكونة من خمسة مونومرات .
في الكيمياء الحيوية ، ينطبق هذا على الجزيئات الكبيرة ، ولا سيما البروتينات الخماسية ، المكونة من خمس وحدات فرعية بروتينية.
في علم المناعة ، بنتامير معقد التوافق النسيجي الكبير هو كاشف يستخدم للكشف عن خلايا CD8 + T الخاصة بالمستضد.

## أنظر أيضا
- بادئة خماسية
- لاحقة مير
- Pentamerous Metamorphosis ، وهو ألبوم من قبل Global Communication
- Pentamery (علم النبات) ، يتكون من خمسة أجزاء في محيط دائري مميز لهيكل نباتي
- يمكن أن يشير Pentamerous أيضًا إلى الحيوانات ، مثل زنبق البحر